# Gustaf Carleman

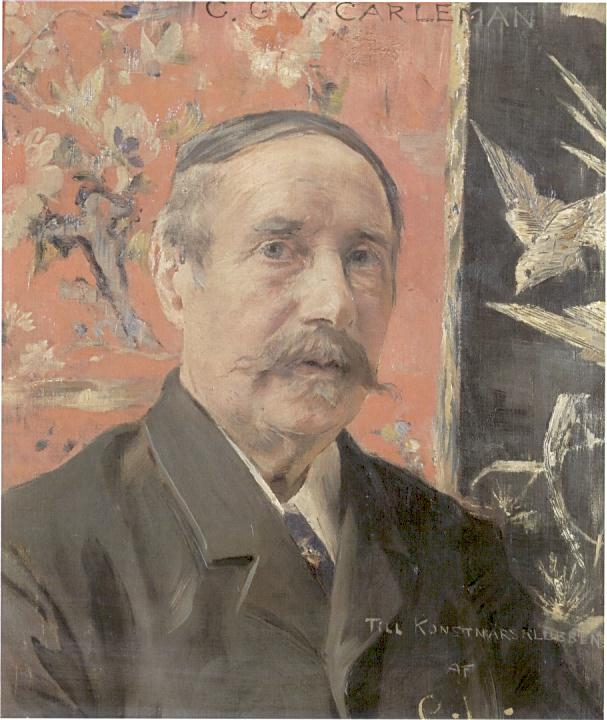
Gustaf Carleman, Porträt von Carl Larsson, 1891

Carl Gustav Vilhelm Carleman, vormals Gustaf Carlsson (* 5. September 1821 in Malmö; † 15. August 1911 in Saltsjö-Järla, Nacka bei Stockholm), war ein schwedischer Grafiker, Lithograf und Fotograf sowie Porträt-, Genre- und Landschaftsmaler der Düsseldorfer Schule. Er zählt zu den Pionieren der Fototechnik und war der erste Schwede, der die Fotoreproduktion im Buchdruck anwandte.

## Leben
Carleman, unehelicher Sohn des schwedischen Majors Carl Gustaf Wrangel von Brehmer (1803–1872) und der Kammerzofe Anna Sofia Bobeck, studierte ab 1838 an der Universität in Lund Rechtswissenschaft, nachdem er das Gymnasium in seiner Geburtsstadt Malmö abgeschlossen hatte. Schon als Jurastudent veröffentlichte er 1843 Lithografien unter dem Titel Scener ur dagliga lifvet (Szenen aus dem täglichen Leben), und 1845 mit seinem Kommilitonen, dem Schriftsteller Anders Johan Afzelius (1817–1865), der den Text beisteuerte, zwölf Lithografien in dem Buch En students missöden (Eines Studenten Missgeschicke). Außerdem begann er in dieser Zeit, sich mit Daguerreotypie zu beschäftigen. Nach Studium und Referendariat, das er am Appellationsgericht von Schonen und Blekinge ableistete, nahm er in der Zeit zwischen 1845 und 1885 verschiedene Verwaltungstätigkeiten im schwedischen Staatsdienst an, die er durch künstlerische Tätigkeiten und Studienreisen immer wieder unterbrach. Parallel studierte er von 1845 bis 1853 an der Kunstakademie Stockholm Malerei. 1851 produzierte er für seinen Freund, den Maler Marcus Larson, auf einer Reise im Gefolge des schwedischen Prinzen Oskar Fotografien, nach denen Larson Marinebilder malte. 1853 ging Carleman nach Düsseldorf, wo Larson Privatschüler von Andreas Achenbach war. Dort besuchte Carleman unter Theodor Hildebrandt, ebenfalls ein Vertreter der Düsseldorfer Malerschule, die Königlich Preußische Kunstakademie.
In Düsseldorf lernte Carleman die Herstellung von Fotografien mittels Kollodium-Nassplatte und Kollodium-Trockenplatte kennen. Im Jahr 1854 übernahm er bis 1864 das Fotoatelier des Stockholmer Fotografen Johan Wilhelm Bergström (1812–1881). In Stockholm gehörte er neben dem Fotopionier J. Cohen zu den ersten Anwendern der Ambrotypie und Pannotypie. 1856 begann er stereoskopische Bilder zu produzieren. Auf der Suche nach einem Weg zur Farbfotografie experimentierte er mit mehreren Techniken. Diese Versuche gab er jedoch bald auf und kolorierte seine Schwarz-Weiß-Fotos per Hand. 1856 gründete er mit anderen Künstlern den Konstnärsklubben (Künstlerclub), in dem er bis 1892 mehrmals Leitungsfunktionen wahrnahm. 1864 unternahm Carleman mit dem Maler Carl August Fahlgren (1819–1905) eine Studienreise durch Dänemark, Deutschland und Frankreich. Am 15. Oktober 1865 heiratete er Emeli Maria Sofia Carlström (1848–1926), die Tochter des Musikers Gustav Carlström. Die Ehe wurde 1888 geschieden. 1871 erschienen in der schwedischen Zeitung Ny Illustrerad Tidning zum ersten Mal Fotoreproduktionen auf der Grundlage einer foto- und drucktechnischen Methode, die von Carleman entwickelt worden war. Es war das erste mechanische System zur Herstellung von Halbtonbildern und wurde in den Jahren 1871 bis 1875 zur kommerziellen Anwendung gebracht. Dieses System löste ein Bild in Linien auf, deren Stärken nach der Belichtungszeit variierten. Carleman gehörte 1888 zu den Gründern der Svenska fotografi-amatörföreningen (Schwedischer Verein der Fotoamateure, später Fotografiska föreningen), von 1888 bis 1889 war er der Vorsitzende dieser Gesellschaft.
Für seine künstlerische Leistung wurde Carleman mit der Medaille Litteris et Artibus ausgezeichnet, ferner erhielt er ausländische Auszeichnungen, so etwa die Danska förtjänstmedaljen in Gold von Friedrich VII. von Dänemark. Der Bey von Tunis ernannte ihn zum Ritter des Ordens Nischan el Iftikhar.

## Werk (Auswahl)

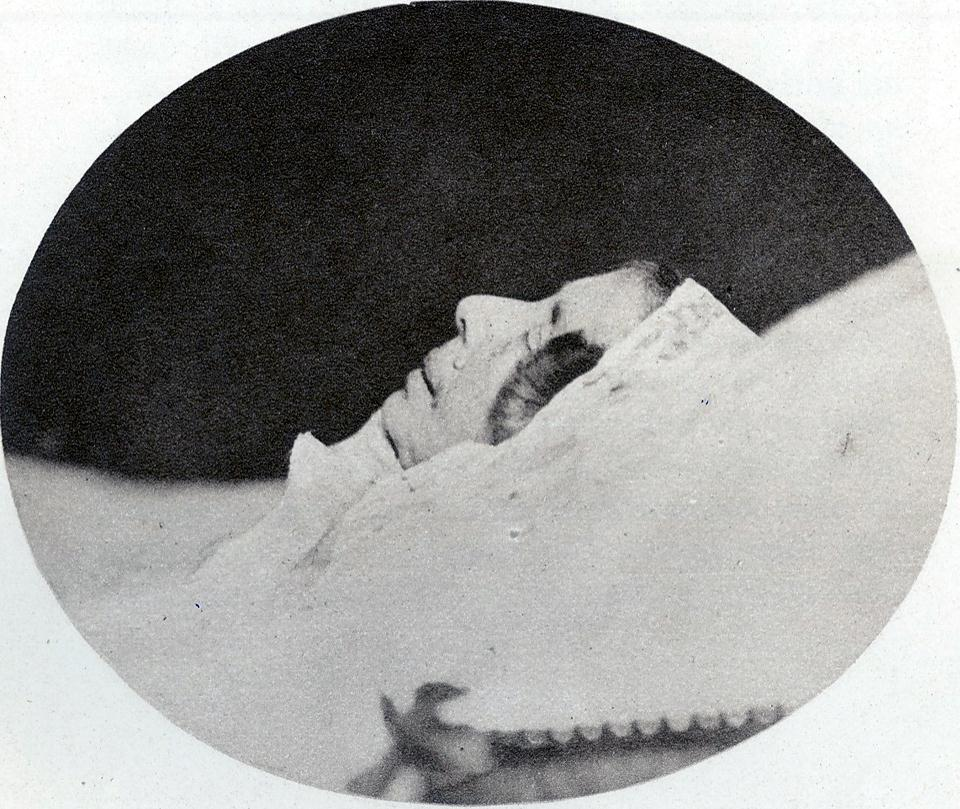
Desideria von Schweden und Norwegen auf dem Totenbett, Foto, 1860

- Scener ur dagliga lifvet (Szenen aus dem täglichen Leben), Lithografien, 1843
- En students missöden (Eines Studenten Missgeschicke), zwölf Lithografien, 1845
- Desideria von Schweden und Norwegen auf dem Totenbett, Foto, 1860[7]
- Sommeridylle auf dem Land, Gemälde, 1865
- Paris’ ruiner, med tre fotografiska gravyrer efter Carlemans system (Ruinen von Paris, mit fotografischen Gravuren nach Carlemans System), Fotodokumentation in Halbtonbildern von Zerstörungen durch die Pariser Kommune, Iwar Hæggströms boktryckeri, Stockholm 1871 (Digitalisat)
- Eldkvarn brinner 31 oktober 1878 (Brand der Stockholmer Getreidemühle Eldkvarn am 31. Oktober 1878), Gemälde, 1878, Stockholmer Stadtmuseum
- Blanchs konstsalong (Blanchs Kunstgalerie), Gemälde, 1890er Jahre